# 弗蘭肯菲德冰川
弗蘭肯菲德冰川（英語：Frankenfield Glacier），是南極洲的冰川，位於埃爾斯沃思地的瑟斯頓島，最終在弗里山和馬爾羅伊島之間注入別林斯高晉海，在1946年12月根據美國海軍拍攝的空中照片繪入地圖，現時由南極條約體系管理。